# Grad Gallipoli
Grad Gallipoli (italijansko Castello di Gallipoli) je obalna trdnjava na impozantnem pomolu na skrajnem vzhodu otoka, na katerem je središče mesta Gallipoli, v deželi Apulija. Skoraj v celoti je obdan z morjem. Verjetno je bil zgrajen že v 11. stoletju na temeljih stare rimske trdnjave in nato obnovljen v 13. stoletju, v bizantinskih časih. V stoletjih so jo osvajalci, ki so jo zavzeli, večkrat prezidali.

## Zgodovina in opis
Trdnjava, ki bdi nad mestom in pristaniščem, ki je bilo nekoč središče uspešne trgovine, ima pravokotno zasnovo s tremi okroglimi stolpi in poligonalnim stolpom na vogalih. Stara rimska trdnjava je bila zgrajena po letu 265 pr. n. št. Zgrajena za nastanitev legionarjev in zaščito mesta, so jo v 5. stoletju uničili ali vsaj močno poškodovali Vandali in Goti. V času bizantinske vladavine je bil grad obnovljen, njegov obstoj pa je potrjen v pismu iz leta 599, v katerem je papež Gregor Veliki čestital novemu bizantinskemu tribunu Occilianu in ga pozval, naj ne »zlorabi gradu Gallipoli, ker je last Rimske cerkve«. Grad Gallipoli je imel en sam stolp (sedanji poligonalni stolp), ki je bil povezan z mestom s pontonsko konstrukcijo, sam je bil opremljen z utrdbami, luknjami in na koncu dvižnim mostom, ki ga je povezoval s stolpom. Upiral se je obleganju Roberta Guiscarda v letih 1055/1056 in so ga leta 1071 osvojili Normani. Edini zapis iz tega obdobja je napis iz leta 1132 na sedanjih vhodnih vratih. Prezidan v drugi polovici 12. stoletja po naročilu cesarja Friderika II., je bil kompleks leta 1320 ponovno nadgrajen po nalogu Anžujcev (tudi po napisu nad vhodnimi vrati). Med 15. in 16. stoletjem je pod okriljem Anžujskih in Aragonskih rodbin utrdba doživela veliko preobrazbo: od okolice so jo na vseh straneh ločili z jarkom in leta 1522, ko se je pojavila potreba po izgradnji učinkovitejše obrambe, je to privedlo do izgradnje kurtine na vzhodni strani. Ta objekt, ki ga je naročil Alfonz II. Neapeljski in ga je zasnoval arhitekt Francesco di Giorgio Martini, je služil za obrambo vhodne poti v mesto in preprečevanje stalnega taborišča za morebitne sovražnike, ki so želeli napadati s kopnega. Rwvelin, ki je bil prvotno pritrjen na trdnjavo, je bil v 17. stoletju ločen, da bi mu dodali kvadratni stolp, nadgrajen na sedanji stolp z zastavo in zakril njegov del. Ob revelinu je bil zgrajen še en most, ki se začne z nasprotnega brega, pri cerkvi sv. Kristine in se konča neposredno z drugim dostopom do trdnjave in revelina. Ostanke tega mostu lahko še vedno vidite ob Revelinovem obrambnem stolpu (v kamnu) in ob vhodu nanj (v lesu).
Na stolpu so postavljeni tudi originalni katapulti in topovi, ki so jih uporabljali za obrambo mesta.
V 16. stoletju je bil dvižni most, ki povezuje trdnjavo z mestom, zamenjan z opečnim mostom. V notranjosti trdnjave so bile velike dvorane s banjastimi in rebrastimi oboki, različni rovi in galerije. Oblika trdnjave je ostala nespremenjena vse do druge polovice 19. stoletja; med letoma 1870 in 1879 je bil jarek zasut in fasada prekrita z izgradnjo ribje tržnice.
V teku različnih epoh najdemo tukaj npr.: Conradin (1268), Filip I. Tarantski in Robert Anžujski (1306–1327), neapeljska kraljica, Joanna II. (1414), Ferdinand I. Neapeljski (1463) in Izabela Aragonska (1495). Nekateri zgodovinarji verjamejo, da se je slikar Jusepe de Ribera, "Spagnoletto", rodil v Castello di Gallipoli.

## Kritika
Maja 2013 je univerzitetni predavatelj arheologije na Fakulteti za kulturno dediščino Università del Salento Paul Arthur komentiral trenutno stanje trdnjave in tako opredelil mesto:
Gallipoli è un buco nero nella mappa salentina dei siti archeologici e monumentali.
Gallipoli je črna luknja na zemljevidu arheoloških in monumentalnih najdišč Salenta.
Opustitev trdnjave kaže na pomanjkanje pozornosti zgodovinskemu spominu.

## = Ponovno odprtje
Leta 2013 je mestna uprava izdala poziv za ponovno odprtje in upravljanje stare trdnjave. Leta 2014, po podelitvi nagrade, je bil po zaslugi dela Agenzia di Communicazione Orione di Maglie, s splošnim usklajevanjem Luigija Orioneja Amata in umetniškim vodstvom arhitektke Raffaele Zizzari, na voljo akcijski načrt v samo 6 mesecih, katerega cilj je vpisati zgodovino, da bi ponovno odkrili mesto in staro trdnjavo, ne da bi spremenili njihov značaj in ne da bi trdili, da gre za popolno obnovo spomenika; zahtevalo bi veliko več sredstev, da bi mu vrnili nekdanjo slavo.
Državna utrdba je bila prvič ponovno odprta za javnost 5. julija 2014. Slovesnosti so se udeležili civilni, verski in vojaški ugledneži.
Castello di Gallipoli je postal destinacija za tisoče turistov z vsega sveta, iz Apulije in Salenta, predvsem pa za prebivalce čudovitega mesta, ki jim je bila desetletja onemogočena možnost videti dvorane, stolpe, galerije in hodnike, občudujte, pa tudi lepoto sončne svetlobe na stenah dvorišča in dih jemajoče razglede, ki jih ponujajo terase. Leta 2015 je trdnjava gostila zelo lepo razstavo in Michelangela Pistoletta z njo, ki je trdnjavo Gallipoli razglasil za »veleposlaništvo tretjega raja«. Grad Gallipoli je bil izbran za eno od prizorišč za Univerzalno razstavo 2015; novica je bila objavljena avgusta 2014.
Poleti 2015 je bila trdnjava imenovana tudi za prizorišče Premio Barocco.
Zahvaljujoč rezultatom upravljanja in validacije je aprila 2016, po samo 18 mesecih, utrdba postala občinska dediščina, ki ima koristi od kulturnega federalizma države, danes pa prispeva k bogatitvi kulturne ponudbe območja.